# Squamicornia
Squamicornia là một chi bướm đêm nguyên thủy, nhỏ, màu kim loại thuộc bộ Lepidoptera, trong họ Micropterigidae.

## Các loài
- Squamicornia aequatoriella Kristensen & Nielsen, 1982